# Santa María Huexoculco
Santa María Huexoculco är en mindre stad i Mexiko, tillhörande kommunen Chalco i delstaten Mexiko. Santa María Huexoculco ligger i den centrala delen av landet och tillhör Mexico Citys storstadsområde. Staden hade 12 546 invånare vid folkräkningen 2010 och är kommunens femte största stad sett till befolkning.